# Hạt Lambda

Cấu tạo hạt Lambda

Hạt Lambda là hạt tổ hợp thuộc gia đình hadron nhóm baryon, có ký hiệu là Λ. Hạt gồm có bốn loại: Λ0 (Lambda), Λ+c (lambda duyên), Λ0b (lambda đáy), Λ+t (lambda đỉnh); được cấu tạo từ sáu quark (u, d, c, s, t, b).

## Lịch sử
Lambda đầu tiên là Λ0, được tìm thấy lần đầu tiên vào năm 1947. 

## Bảng tính chất của các hạt Lambda
| Tên hạt        | Ký hiệu | Các quark được chứa | Khối lượng (Mev/c2) | I | JP   | Q  | S  | C  | B' | T  | Thời gian sống (giây)   | Phân hủy thành  |
| -------------- | ------- | ------------------- | ------------------- | - | ---- | -- | -- | -- | -- | -- | ----------------------- | --------------- |
| Lambda         | Λ0      | uds                 | 1115,683 ± 0,006    | 0 | 1⁄2+ | 0  | -1 | 0  | 0  | 0  | (2,631 ± 0.020) × 10−10 | p+π- hoặc n0+π0 |
| charmed lambda | Λ+c     | udc                 | 2286,46 ± 0,14      | 0 | 1⁄2+ | +1 | 0  | +1 | 0  | 0  | (2,00 ± 0,06) × 10−13   | -               |
| bottom Lambda  | Λ0b     | udb                 | 5620,2 ± 1,6        | 0 | 1⁄2+ | 0  | 0  | 0  | -1 | 0  | (1,409±0,055) × 10−12   | -               |
| top Lambda     | Λ+t     | udt                 |                     | 0 | 1⁄2  | +1 | 0  | 0  | 0  | +1 | -                       | -               |